# Jahvè (nom propi de Déu)
|  | No s'ha de confondre amb Jahvè (antic Déu d'Israel i Judà). |

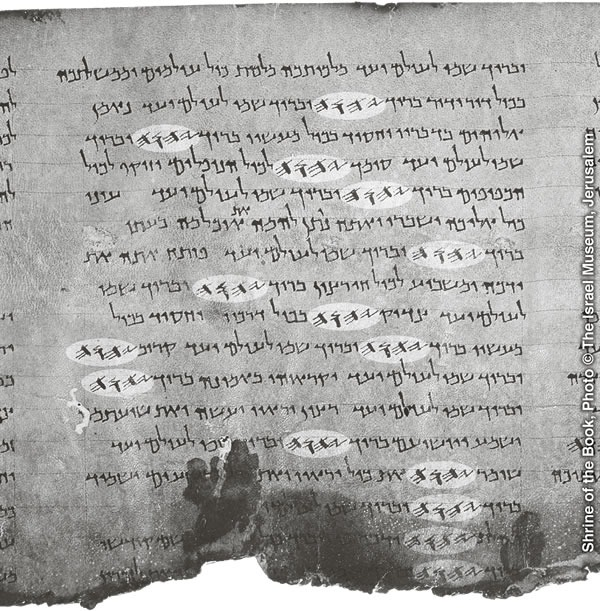
El tetragrama en els manuscrits del Mar Mort en hebreu antic

Jahvè és una transliteració llatinitzada de la paraula hebrea יהוה, formada per quatre lletres. La paraula hebrea està continguda en els textos bíblics, per referir-se a Déu d'Israel a la Bíblia hebrea / Antic Testament. A aquesta paraula hebrea se l'anomena tetragrama o tetragràmmaton i corresponen aproximadament a YHWH, YHVH, JHWH o JHVH. Tenint en compte que les vocals no s'escriuen en hebreu antic, s'havia transliterat al voltant del segle xii com a Jehovà i actualment com a Jahvè, El tetragrama és considerat un dels set noms de Déu en el judaïsme i una forma d'anomenar Déu en el cristianisme.
El consens entre els estudiosos és que la vocalització històrica del Tetragramaton en el moment de la redacció de la Torà (segle VI aC) és més probable que Jahvè. La vocalització històrica es va perdre perquè en el judaisme del Segon Temple, durant els segles III-II, es va evitar la pronunciació del Tetragramaton, substituint-se per Adonai ('el meu Senyor'). Els masoretes van afegir les vocals hebrees d'Adonai al Tetragramaton, i la forma resultant va ser transliterada cap al segle XII dC com Yehowah. Les formes derivades Iehouah i Jehovà van aparèixer per primera vegada al segle XVI.
William Tyndale va introduir per primera vegada la vocalització Jehovà per al Tetragramaton a la seva traducció d'Èxode 6:3, i apareix en algunes altres traduccions primerenques a l'anglès, com ara la Bíblia de Ginebra i la bíblia del rei Jaume. La Conferència dels Bisbes Catòlics dels Estats Units afirma que per pronunciar el Tetragrama "cal introduir vocals que alterin les formes escrites i parlades del nom (és a dir, 'Yahvé' o 'Jehovà')". Jehovà apareix a l'Antic Testament d'algunes traduccions àmpliament utilitzades, com ara la American Standard Version (1901) i Young's Literal Translation (1862, 1899); la Traducció del Nou Món (1961, 2013) utilitza Jehovà tant a l'Antic com al Nou Testament. Jehovà no apareix a la majoria de les traduccions angleses convencionals, algunes de les quals utilitzen Yahvé  L per representar el Tetragrama.

## Significat
Segons la tradició jueva, el tetragrama està relacionat amb la forma causativa de l'imperfectiu del verb hebreu הוה (ha·wah, "ser, esdevenir"), i voldria dir "(Ell) farà -o fa- que s'esdevingui". 

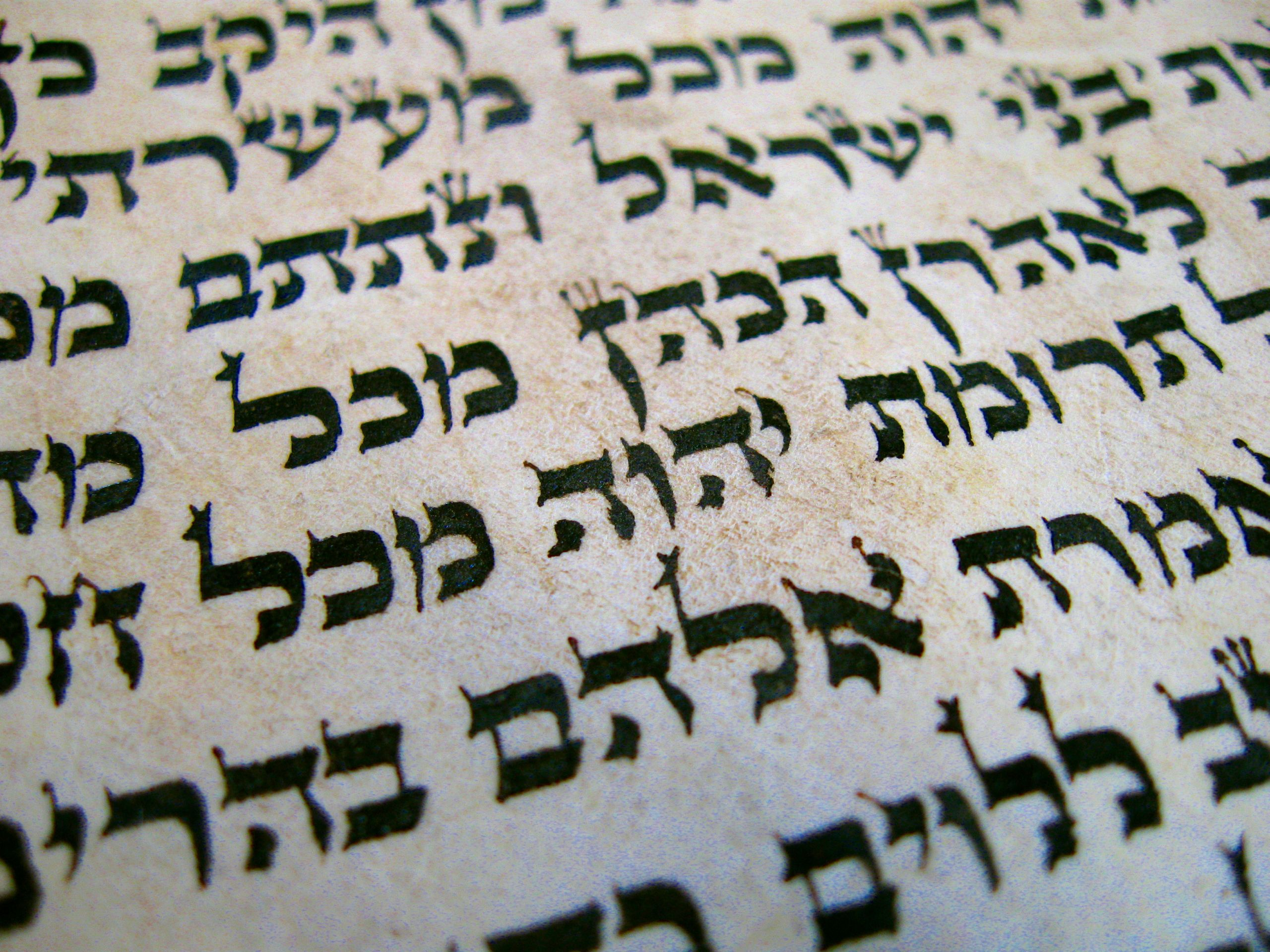
El tetragrama en hebreu modern (יהוה)

Algunes tradicions li donen el significat de "Ésser Immutable". Segons la Bíblia, així es va revelar a Moisès (Èxode 3:14 i 6:2-8). Aquestes ho justifiquen amb l'argument que el tetragrama vindria de tres formes verbals amb la mateixa arrel YWH: les paraules HYH haya [היה]: "ell era", HWH howê [הוה]: "ell és", i YHYH yihiyê [יהיה]: "ell serà" es combinarien per donar la idea d'atemporalitat.

## Transcripcions
La transcripció del tetragrama com a "Jehovà" va ser un intent de reconstruir el nom original, basant-se en la "vocalització" יְהֹוָה (els diacrítics sobre i sota les consonants són ajuts a la lectura introduïts a posteriori, per això no s'intercalen entre les lletres originals, per a no desvirtuar el text, considerat la paraula de Déu). Els diacrítics corresponen a la vocalització de אֲדֹנָי (Adonai, "el meu Senyor" ( ? i  escolteu-ne la pronunciació en hebreu). Els jueus van deixar de pronunciar el nom de Déu cap al segle iii per evitar el risc de pronunciar-lo en va. Per això jueus devots van començar a posar la paraula  'ǎdōnā(i) en lloc del nom propi mateix. Tot i que els masoretes van deixar les quatre consonants originals en el text, han afegit les vocals ē (en lloc de ă per altres raons) i ā per recordar al lector que pronunciés ǎdōnā(i) sense tenir en compte les consonants.

## Ús de Jahvè i de Jehovà
L'ús de Jahvè o Jehovà en les traduccions de la Bíblia varien segons el moment històric, i el rigor i el context cultural/religiós al qual van dirigides (vegi's hermenèutica i exegesi).

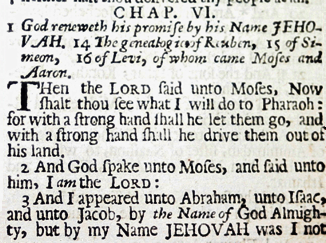
Jehovah en Èxode 6:3 a la Biblia King James Version de 1611 en anglés

Jehovà va ser introduït per primera vegada per William Tyndale en la seva traducció d'Èxode 6:3, i apareix en algunes altres traduccions en anglès primerenques, com ara la Bíblia de Ginebra i la Bíblia del rei Jaume.
Jehovà apareix a l'Antic Testament d'algunes traduccions a l'anglès àmpliament utilitzades, com ara l'American Standard Version (1901) i Young's Literal Translation (1862, 1899); la New World Translation of the Holy Scriptures (1961, 2013) utilitza Jehovà tant a l'Antic com al Nou Testament. Jehovà no apareix a la majoria de traduccions a l'anglès convencionals, algunes de les quals utilitzen Jahvè, però la majoria continuen utilitzant "Lord" ("SENYOR") per representar el tetragrama.
En l'àmbit català, l'Enciclopèdia Catalana comenta: «La grafia Jehovà apareix molt sovint en la literatura catalana, en obres d'autors com Jacint Verdaguer i Joan Alcover. Una de les referències més antigues es troba a la Biblioteca Pública de Tarragona, en un manuscrit de l'any 1438 del Pugio Fidei de Ramon Martí, en el qual el tetragrama (יהוה) apareix transcrit com Yohova». Ja al segle xx, en la versió dels Monjos de Montserrat del 1926 apareix el nom diví en la forma Yahuè i la versió del 1928 de la Fundació Bíblica Catalana utilitza la forma Jahvè.
Així algunes congregacions substitueixen en les seves traduccions de la Bíblia el terme "Senyor" per "Jehovà".
o, al revés, el tetragrama per el Senyor.

## Pronunciació
Malgrat que la pronunciació del nom de Déu no està clara, sí que és possible d'esbrinar-la fins a cert punt segons els compostos hebreus. Tot seguit es mostren en aquesta taula alguns exemples.
| Nom en Hebreu | transcripció | Forma del nom en català | Significat                               |
| ------------- | ------------ | ----------------------- | ---------------------------------------- |
| יאזניהוּ       | ya'ăzanyâh   | Jaazanies               | Jah escolta                              |
| יאשׁיּהו        | yô'shîyâh    | Josies                  | Aquell guarit per Jah                    |
| יאתרי         | ye'âtheray   | Jeaterai                | Guiat per Jah                            |
| יבחר          | yibchar      | Ibhar                   | Jah tria                                 |
| יבניה         | yibneyâh     | Ibneies                 | Jah construeix                           |
| יבניּה         | yibnîyâh     | Ibnijes                 | Aquell a qui Jah edifica                 |
| יברכיהוּ       | yeberekyâhû  | Jeberequies             | Jah beneeix                              |
| יגדּליהוּ       | yigdalyâhû   | Igdalies                | Jah és gran                              |
| ידידיה        | yedîydeyâh   | Jedidies                | Estimat per Jah                          |
| ידיה          | yedâdâh      | Jedaies                 | Alabat per Jah                           |
| ידעיה         | yeda'yâh     | Jedaies                 | Jah ha sabut                             |
| יהּ            | yâhh         | Jah                     | Jah (forma curta del nom diví)           |
| יהוּא          | yêhû'        | Jehu                    | Jah és Ell                               |
| יהואחז        | yehô'âchâz   | Jehoacaz                | Jahvè ha mesurat                         |
| יהואשׁ         | yehô'âsh     | Jehoas                  | Donat per Jah                            |
| יהוה          | yehôvâh      | Jehovah                 | Jahvè o Yavé (forma llarga del nom diví) |
| יהוזבד        | yehôzâbâd    | Jehozabad               | Jahvè ha proveït                         |
| יהוחנן        | yehôchânân   | Jehohanan               | Jahvè ha donat                           |
| יהוידע        | yehôyâdâ‛    | Jehoiadà                | Jahvè sap                                |
| יהויכין       | yehôyâkîyn   | Jehoiaquin              | Jahvè estableix                          |
| יהויקים       | yehôyâqîym   | Jehoiaquim              | Jahvè aixeca                             |
| יהויריב       | yehôyârîyb   | Jehoiarib               | Jahvè lluita                             |
| יהונדב        | yehônâdâb    | Jehonadab               | Jahvè ho vol                             |
| יהונתן        | yehônâthân   | Jonatàs o Jehonathan    | Jahvè ha donat                           |
| יהוסף         | yehôsêph     | Josep                   | Jahvè ha afegit                          |
| יהועדּה        | yehô‛addâh   | Jehoadà                 | Jahvè ha engalanat                       |
| יהועדּן        | yehô‛addân   | Jehoaddan               | Jahvè s'alegra                           |
| יהוצדק        | yehôtsâdâq   | Jehozadac o Josedec     | Jahvè és just                            |
| יהורם         | yehôrâm      | Jehoram o Joram         | Jahvè és exaltat                         |
| יהושׁבע        | yehôsheba‛   | Jehoseba                | Jahvè ha jurat                           |
| יהושׁבעת       | yehôshab‛ath | Jehosabeat              | Jahvè és una promesa                     |
| יהושׁע         | yehôshûa‛    | Josuè o Jehosuè         | Jahvè és salvació                        |
| יהושׁפט        | yehôshâphâṭ  | Jehosafat               | Jahvè ha jutjat                          |

## Al·leluia
L'expressió 'Al·leluia' significa lloeu Jah, on Jah, és una forma abreujada de YHWH.